# Marian Leszczyński
Marian Leszczyński (* 8. Dezember 1936 in Lopatyn, heute Ukraine; † 31. Dezember 2020 in Toronto, Kanada) war ein polnischer Ruderer.

## Biografie
Marian Leszczyński belegte bei den Olympischen Sommerspielen 1964 in Tokio in der Vierer mit Steuermann-Regatta den sechsten Platz.
Zwischen 1958 und 1967 gewann er 13 polnische Meistertitel. Zudem startete bei zwei Weltmeisterschaften (1962 und 1966) und vier Europameisterschaften.